# Fremontodendron decumbens
Fremontodendron decumbens är en malvaväxtart som beskrevs av R. Lloyd. Fremontodendron decumbens ingår i släktet Fremontodendron och familjen malvaväxter. Inga underarter finns listade i Catalogue of Life.